# Liste der Lieder von Goethes Erben
Die Liste der Lieder von Goethes Erben enthält Lieder der deutschen Band Goethes Erben.

## Liederliste

### 5
| Titel   | Jahr | Medium      | Werk                        |
| ------- | ---- | ----------- | --------------------------- |
| 5 Jahre | 1994 | CD          | 1. Kapitel                  |
| 5 Jahre | 1992 | CD          | Der Traum an die Erinnerung |
| 5 Jahre | 1991 | Tape (Live) | Live - Festival d´Etage     |
| 5 Jahre | 1990 | Tape (Live) | (namenlos)                  |

### A
| Titel               | Jahr | Medium  | Werk                              |
| ------------------- | ---- | ------- | --------------------------------- |
| Absage              | 1995 | CD      | Goethes Erben (Das "blaue Album") |
| Abseits des Lichtes | 1993 | CD      | Die Brut                          |
| Abseits des Lichtes | 1993 | CD      | Leben im Niemandsland             |
| Absurd              | 1995 | CD      | Der Die Das                       |
| AbsurdISTan         | 1997 | CD (EP) | Sitz der Gnade                    |
| Alptraumstudio      | 2005 | CD      | Dazwischen                        |
| Am Abgrund          | 2018 | CD      | Am Abgrund                        |
| Anders Sein         | 2020 | CD      | Flüchtige Küsse                   |
| Asche schreit       | 2020 | CD      | Flüchtige Küsse                   |
| Aushalten           | 2020 | CD      | Flüchtige Küsse                   |

### B
| Titel            | Jahr | Medium    | Werk                              |
| ---------------- | ---- | --------- | --------------------------------- |
| Begrüßende Worte | 1997 | CD        | Schach ist nicht das Leben        |
| Blau             | 1996 | CD (Live) | Live im Planetarium               |
| Blau             | 1995 | CD        | Goethes Erben (Das "blaue Album") |
| Bunter Rauch     | 1994 | CD        | Tote Augen sehen Leben            |
| Buntes Licht     | 1993 | CD        | Leben im Niemandsland             |

### D
| Titel                                                           | Jahr | Medium      | Werk                                                       |
| --------------------------------------------------------------- | ---- | ----------- | ---------------------------------------------------------- |
| Darwins Jünger                                                  | 2018 | CD          | Am Abgrund                                                 |
| Das Ende                                                        | 1994 | CD          | 1. Kapitel                                                 |
| Das Ende                                                        | 1993 | CD          | Die Brut                                                   |
| Das Ende                                                        | 1993 | CD          | Leben im Niemandsland                                      |
| Das Ende                                                        | 1992 | CD          | Der Traum an die Erinnerung                                |
| Das Ende                                                        | 1991 | Tape        | Das schwarze Wesen                                         |
| Das Ende                                                        | 1990 | Tape        | Der Spiegel, dessen Weg durch stumme Zeugen zum Ende führt |
| Das Leben ist schwer                                            | 1998 | CD (EP)     | Marionetten                                                |
| Das schwarze Wesen (auch "Schwarzes Wesen")                     | 2005 | CD          | Dazwischen                                                 |
| Das schwarze Wesen (auch "Schwarzes Wesen")                     | 1993 | CD          | Leben im Niemandsland                                      |
| Das schwarze Wesen (auch "Schwarzes Wesen")                     | 1992 | CD          | Der Traum an die Erinnerung                                |
| Das schwarze Wesen (auch "Schwarzes Wesen")                     | 1991 | Tape        | Das schwarze Wesen                                         |
| Das Spiegelbild                                                 | 1994 | CD          | Tote Augen sehen Leben                                     |
| Das Sprachspiel                                                 | 1995 | CD          | Der Die Das                                                |
| Das Sterben ist ästhetisch bunt                                 | 1992 | CD          | Das Sterben ist ästhetisch bunt                            |
| Dazwischen                                                      | 2005 | CD          | Dazwischen                                                 |
| Denn Es Ist Immer So                                            | 1918 | CD          | Am Abgrund                                                 |
| Der Eissturm                                                    | 2001 | CD          | Nichts bleibt wie es war                                   |
| Der Kerker                                                      | 1992 | CD          | Das Sterben ist ästhetisch bunt                            |
| Der Kerker                                                      | 1991 | Tape (Live) | Live - Festival d´Etage                                    |
| Der Kerker                                                      | 1991 | Tape        | Das schwarze Wesen                                         |
| Der Spiegel                                                     | 1994 | CD          | 1. Kapitel                                                 |
| Der Spiegel                                                     | 1991 | Tape        | Das schwarze Wesen                                         |
| Der Spiegel                                                     | 1990 | Tape        | Der Spiegel, dessen Weg durch stumme Zeugen zum Ende führt |
| Der vergaß zu atmen                                             | 1993 | CD          | Leben im Niemandsland                                      |
| Der vergaß zu atmen                                             | 1992 | CD          | Der Traum an die Erinnerung                                |
| Der Wandel                                                      | 1995 | CD          | Der Die Das                                                |
| Der Wandel von einer anderen musikalischen Warte aus betrachtet | 1995 | CD          | Der Die Das                                                |
| Der Weg                                                         | 1994 | CD          | 1. Kapitel                                                 |
| Der Weg                                                         | 1993 | CD          | Leben im Niemandsland                                      |
| Der Weg                                                         | 1990 | Tape        | Der Spiegel, dessen Weg durch stumme Zeugen zum Ende führt |
| Die Brut                                                        | 1993 | CD          | Die Brut                                                   |
| Die Form                                                        | 1996 | CD (Live)   | Live im Planetarium                                        |
| Die Form                                                        | 1995 | CD          | Der Die Das                                                |
| Die letzte Nacht                                                | 1992 | CD          | Das Sterben ist ästhetisch bunt                            |
| Die letzte Nacht                                                | 1991 | Tape (Live) | Live - Festival d´Etage                                    |
| Die schwarze Flut                                               | 1992 | CD          | Der Traum an die Erinnerung                                |
| Die Tür in die Vergangenheit                                    | 1992 | CD          | Der Traum an die Erinnerung                                |
| Die Zeit ist auf der Flucht                                     | 1997 | CD          | Schach ist nicht das Leben                                 |

### E
| Titel                            | Jahr | Medium      | Werk                       |
| -------------------------------- | ---- | ----------- | -------------------------- |
| Ein Gewinn für die Vergangenheit | 1997 | CD          | Schach ist nicht das Leben |
| Ein Licht erlischt               | 1994 | CD          | 1. Kapitel                 |
| Ein Licht erlischt               | 1990 | Tape (Live) | (namenlos)                 |
| Ein Moment der Ruhe              | 1997 | CD          | Schach ist nicht das Leben |
| Erkaufte Träume                  | 1997 | CD          | Schach ist nicht das Leben |
| Erkaufte Träume (GIMIX)          | 1997 | CD (EP)     | Sitz der Gnade             |
| Erkaufte Träume (T.W.MIX)        | 1997 | CD (EP)     | Sitz der Gnade             |
| Es Ist Still                     | 2018 | CD          | Am Abgrund                 |
| Es ist Zeit                      | 1994 | CD          | Tote Augen sehen Leben     |

### F
| Titel         | Jahr | Medium | Werk                       |
| ------------- | ---- | ------ | -------------------------- |
| Farblos       | 1997 | CD     | Schach ist nicht das Leben |
| Fleischschuld | 2001 | CD     | Nichts bleibt wie es war   |
| Flüstern      | 1994 | CD     | Tote Augen sehen Leben     |

### G
| Titel                          | Jahr | Medium | Werk                       |
| ------------------------------ | ---- | ------ | -------------------------- |
| Ganz sanft                     | 2001 | CD     | Nichts bleibt wie es war   |
| Ganz still                     | 2001 | CD     | Nichts bleibt wie es war   |
| Gedanken                       | 1994 | CD     | Tote Augen sehen Leben     |
| Glasgarten (mit Peter Heppner) | 2001 | CD     | Nichts bleibt wie es war   |
| Gleiten                        | 1997 | CD     | Schach ist nicht das Leben |

### H
| Titel           | Jahr | Medium | Werk                     |
| --------------- | ---- | ------ | ------------------------ |
| Heldenuntergang | 2020 | CD     | Flüchtige Küsse          |
| Himmelgrau      | 2001 | CD     | Nichts bleibt wie es war |

### I
| Titel                            | Jahr | Medium  | Werk                            |
| -------------------------------- | ---- | ------- | ------------------------------- |
| Ich Bin Der Zorn                 | 2020 | CD      | Flüchtige Küsse                 |
| Ich Habe Mir Die Liebe Abgewöhnt | 2020 | CD      | Flüchtige Küsse                 |
| Ich liebe Schmerzen              | 1997 | CD (EP) | Sitz der Gnade                  |
| Ich liebe Schmerzen              | 1994 | CD      | Tote Augen sehen Leben          |
| Ich möchte nicht länger          | 1992 | CD      | Das Sterben ist ästhetisch bunt |
| Iphigenie                        | 1992 | CD      | Der Traum an die Erinnerung     |
| Irritiert                        | 1998 | CD (EP) | Marionetten                     |

### J
| Titel     | Jahr | Medium | Werk       |
| --------- | ---- | ------ | ---------- |
| Jasmintee | 2005 | CD     | Dazwischen |

### K
| Titel                    | Jahr | Medium    | Werk                            |
| ------------------------ | ---- | --------- | ------------------------------- |
| Kaltes Licht             | 1993 | CD        | Leben im Niemandsland           |
| Kaltes Licht             | 1992 | CD        | Das Sterben ist ästhetisch bunt |
| Keine Farben             | 1997 | CD        | Schach ist nicht das Leben      |
| Keine Lösung             | 1992 | CD        | Das Sterben ist ästhetisch bunt |
| Keine Lösung - Rückblick | 1992 | CD        | Der Traum an die Erinnerung     |
| Keiner weint             | 1996 | CD (Live) | Live im Planetarium             |
| Koma                     | 1992 | CD        | Das Sterben ist ästhetisch bunt |
| Kopfstimme               | 2005 | CD        | Dazwischen                      |
| Krieg                    | 1993 | CD        | Die Brut                        |

### L
| Titel           | Jahr | Medium | Werk                       |
| --------------- | ---- | ------ | -------------------------- |
| Lazarus         | 2018 | CD     | Am Abgrund                 |
| Lebend lohnt es | 2005 | CD     | Dazwischen                 |
| Lilien          | 1997 | CD     | Schach ist nicht das Leben |

### M
| Titel          | Jahr | Medium  | Werk                     |
| -------------- | ---- | ------- | ------------------------ |
| Märchenprinzen | 1994 | CD      | Tote Augen sehen Leben   |
| Märchenprinzen | 1993 | CD      | Leben im Niemandsland    |
| Marionetten    | 1998 | CD (EP) | Marionetten              |
| Mensch sein    | 2001 | CD      | Nichts bleibt wie es war |
| Mit dem Wissen | 1994 | CD      | Tote Augen sehen Leben   |
| Mit dem Wissen | 1993 | CD      | Leben im Niemandsland    |

### N
| Titel                    | Jahr | Medium | Werk                              |
| ------------------------ | ---- | ------ | --------------------------------- |
| Nachspiel                | 1995 | CD     | Goethes Erben (Das "blaue Album") |
| Nacht der tausend Worte  | 1997 | CD     | Schach ist nicht das Leben        |
| Negativmaske             | 2005 | CD     | Dazwischen                        |
| Nichts bleibt wie es war | 2001 | CD     | Nichts bleibt wie es war          |
| Niemandsland             | 1993 | CD     | Leben im Niemandsland             |
| Nur ein Freund           | 1997 | CD     | Schach ist nicht das Leben        |
| Nur ein Narr             | 2001 | CD     | Nichts bleibt wie es war          |

### O
| Titel                | Jahr | Medium | Werk       |
| -------------------- | ---- | ------ | ---------- |
| Opfer statt Wahrheit | 2005 | CD     | Dazwischen |

### P
| Titel                   | Jahr | Medium | Werk                              |
| ----------------------- | ---- | ------ | --------------------------------- |
| Paradoxe Stille         | 2001 | CD     | Nichts bleibt wie es war          |
| Pascal I                | 1995 | CD     | Goethes Erben (Das "blaue Album") |
| Pascal II               | 1995 | CD     | Goethes Erben (Das "blaue Album") |
| Pascal lacht            | 1991 | Tape   | Live - Festival d´Etage           |
| Pascal - Vorspiel       | 1995 | CD     | Goethes Erben (Das "blaue Album") |
| Prolog zu einem Märchen | 2005 | CD     | Dazwischen                        |

### R
| Titel                           | Jahr | Medium    | Werk                              |
| ------------------------------- | ---- | --------- | --------------------------------- |
| Rebell                          | 1996 | CD (Live) | Live im Planetarium               |
| Rebell                          | 1995 | CD        | Goethes Erben (Das "blaue Album") |
| Rot                             | 2018 | CD        | Am Abgrund                        |
| Rot Blau Violett Grün Gelb      | 1997 | CD        | Schach ist nicht das Leben        |
| Rote Tränen                     | 1994 | CD        | Tote Augen sehen Leben            |
| Rotleuchtende einst weiße Engel | 2001 | CD        | Nichts bleibt wie es war          |

### S
| Titel            | Jahr | Medium      | Werk                                                       |
| ---------------- | ---- | ----------- | ---------------------------------------------------------- |
| Schatten         | 1994 | CD          | 1. Kapitel                                                 |
| Schatten         | 1991 | Tape        | Das schwarze Wesen                                         |
| Schatten         | 1990 | Tape (Live) | (namenlos)                                                 |
| Schattendenken   | 2005 | CD          | Dazwischen                                                 |
| Schlaflos        | 2018 | CD          | Am Abgrund                                                 |
| Schreiheit       | 2001 | CD          | Nichts bleibt wie es war                                   |
| Seelenmord       | 1997 | CD          | Schach ist nicht das Leben                                 |
| Seelenschatten   | 2020 | CD          | Flüchtige Küsse                                            |
| Sitz der Gnade   | 1997 | CD (EP)     | Sitz der Gnade                                             |
| Sitz der Gnade   | 1996 | CD (Live)   | Live im Planetarium                                        |
| So sei es        | 1993 | CD          | Leben im Niemandsland                                      |
| So sei es        | 1992 | CD          | Der Traum an die Erinnerung                                |
| Spuren im Schnee | 1994 | CD          | 1. Kapitel                                                 |
| Spuren im Schnee | 1990 | Tape (Live) | (namenlos)                                                 |
| Stilleben        | 1993 | CD          | Die Brut                                                   |
| Stumme Nächte    | 2020 | CD          | Flüchtige Küsse                                            |
| Stumme Zeugen    | 1994 | CD          | 1. Kapitel                                                 |
| Stumme Zeugen    | 1990 | Tape        | Der Spiegel, dessen Weg durch stumme Zeugen zum Ende führt |

### T
| Titel                             | Jahr | Medium | Werk                   |
| --------------------------------- | ---- | ------ | ---------------------- |
| Tag nach einer traumreichen Nacht | 2005 | CD     | Dazwischen             |
| Tage des Wassers                  | 2005 | CD     | Dazwischen             |
| Tote Augen                        | 1994 | CD     | Tote Augen sehen Leben |
| Trauma                            | 1994 | CD     | Tote Augen sehen Leben |

### U
| Titel              | Jahr | Medium | Werk                            |
| ------------------ | ---- | ------ | ------------------------------- |
| Unbekannter Soldat | 1992 | CD     | Das Sterben ist ästhetisch bunt |
| Unrat              | 1992 | CD     | Der Traum an die Erinnerung     |

### V
| Titel            | Jahr | Medium | Werk                     |
| ---------------- | ---- | ------ | ------------------------ |
| Vermisster Traum | 2001 | CD     | Nichts bleibt wie es war |
| Verstümmelung    | 2018 | CD     | Am Abgrund               |

### W
| Titel                 | Jahr | Medium | Werk                     |
| --------------------- | ---- | ------ | ------------------------ |
| Warten                | 1994 | CD     | Tote Augen sehen Leben   |
| War war bleibt        | 2001 | CD     | Nichts bleibt wie es war |
| Wir sind Suchen Blind | 2020 | CD     | Flüchtige Küsse          |
| Wucht                 | 2018 | CD     | Am Abgrund               |

### Z
| Titel               | Jahr | Medium | Werk                              |
| ------------------- | ---- | ------ | --------------------------------- |
| Zimmer 34           | 2001 | CD     | Nichts bleibt wie es war          |
| Zinnsoldaten        | 1993 | CD     | Leben im Niemandsland             |
| Zinnsoldaten        | 1992 | CD     | Der Traum an die Erinnerung       |
| Zu Lang Geschwiegen | 2018 | CD     | Am Abgrund                        |
| Zu Wenig            | 2020 | CD     | Flüchtige Küsse                   |
| Zwischenspiel       | 1995 | CD     | Goethes Erben (Das "blaue Album") |
| Zwischenzeit        | 2005 | CD     | Dazwischen                        |

## Quelle
- Goethes Erben: Diskographie